# Cai Jiming
Cai Jiming (* 1956) ist ein Ökonomieprofessor an der Pekinger Qinghua-Universität. Außerdem ist er Mitglied in der Organisation Politische Konsultativkonferenz des chinesischen Volkes.

## Leben
Cai Jiming wurde bekannt, als er wegen des Vorschlages, traditionelle Feiertage wieder einzuführen, durch Teile der anonymen chinesischen Internetgemeinde intensiv bedroht wurde.